# Пелличчиари, Ромеу
Ромеу Пелличчиари (порт.-браз. Romeu Pellicciari; 26 марта 1911, Жундиаи — 15 июля 1971, Сан-Паулу) — бразильский футболист, нападающий. Автор типа дриблинга под названием «педалада», которое в годы выступления футболиста назывался «Пассу-ди-Гансу».

## Карьера
Ромеу Пелличчиари родился в семье итальянцев. Его дед Энрико с братом Спериндио эмигрировали в Бразилию в 1885 году из города Сан-Феличе-суль-Панаро. У Энрико родилось четыре сына: Умберто, Амилкар, Артур и Орест. Умберто женился на Иде. У них родилось десять детей, пять сыновей и пять дочерей. Одним из сыновей был Ромеу. Пелличчиари начал играть в футбол в команде «Барранко», которую он создал вместе со своим братом Радамесом. Поиграв там пару лет, Ромеу в 1928 году перешёл в местный клуб «Сан-Жуан». Игра нападающего привлекла внимание клуба «Палестра Италия». Игрок команды Америко Бертолини являлся уроженцем Жундиаи, вследствие чего узнал о Ромеу. Он и порекомендовал игрока своему клубу. Семья не хотела переезда молодого футболиста в другой штат, но Ромеу самостоятельно принял решение и присоединился к «Палестре».
24 августа 1930 года Пелличчиари дебютировал в составе «Палестры Италии» в матче с «Коринтиансом» (4:0), где забил один из голов. В 1932 году он выиграл с командой чемпионат штата Сан-Паулу, в розыгрыше которого стал лучшим бомбардиром с 18 голами. Голом позже клуб повторил этот успех, а также отпраздновал победу в турнире Рио-Сан-Паулу. Одним из главных побед в том сезоне стал разгром «Коринтианса» со счётом 8:0, до сих пор являющегося самой крупной победой в истории этих противостояний. Из восьми голов «Палестры» четыре забил Ромеу. В 1934 году команда в третий раз подряд выиграл титул чемпиона штата, а Пелличчиари стал лучшим бомбардиром турнира, забив 13 голов в 14 матчах. Любопытно, что в первые годы, так как в Бразилии футбол ещё не был профессиональным, Ромеу числился работником химчистки, которую держал один из владельцев «Палестры».
В 1935 году Ромеу был обменян в состав «Флуминенсе». 18 августа он дебютировал в составе команды в матче с «Модесто» (6:2), где забил гол уже на второй минуте встречи. Три подряд победы в Лиге Кариока, позволили Ромеу поехать на чемпионат мира 1938 года во Францию, где он провёл 4 игры и забил 3 мяча. При этом он был одним из лидеров команды, в частности в отсутствие Леонидаса «вёл» игру в полуфинале с Италией. Его игра привлекла боссов европейских клубов, но «Флуминенсе» отказался продавать своего лучшего нападающего, да и сам игрок не желал покидать родную страну. Всего за 7 сезонов во «Флу» Ромеу провёл 201 матч и забил 86 мячей, по другим данным 204 матча (130 побед, 35 ничьих и 39 поражений) и забил 92 гола. Последний матч за клуб нападающий провёл 14 января 1942 года против «Америки» (1:2).
В 1942 году Ромеу на полгода вернулся в «Палестру», куда приехал из-за ухудшения здоровья отца, желая проводить больше времени с ним. Он был в команде, когда клуб принял решение переименоваться в «Палмейрас». В том же году футболист стал с командой в четвёртый раз чемпионом штата. 13 декабря того же года Пелличчиари провёл последний матч за «Палмейрас», в котором клуб обыграл «Такуаритингу» со счётом 6:0. Всего за клуб Ромеу отыграл 161 матч (109 побед, 24 ничьи и 28 поражений) и забил 109 голов, по другим данным 112 голов, по третьем 108 голов, по четвёртым данным 150 матчей и 106 голов. Затем нападающий ушёл в «Комерсиал». Отыграв там 2 года, он завершил карьеру. После окончания карьеры футболист открыл итальянскую тратторию «Кантина-ду-Ромеу» в центре Сан-Паулу, где проработал до своей смерти в 1971 году.
Муниципалитет Сан-Паулу именем Ромеу Пелличчиари назвал площадь, расположенную в Жардим-дас-Пердизес, в районе Агуа-Бранка.

## Статистика

### Клубная
| Сезон | Команда                    | Игры | Голы |
| ----- | -------------------------- | ---- | ---- |
| 1930  | Палестра Италия            | 13   | 4    |
| 1931  | Палестра Италия            | 42   | 26   |
| 1932  | Палестра Италия            | 17   | 26   |
| 1933  | Палестра Италия            | 30   | 29   |
| 1934  | Палестра Италия            | 32   | 23   |
| 1935  | Палестра Италия            | 14   | 2    |
| 1935  | Флуминенсе                 | ?    | 12   |
| 1936  | Флуминенсе                 | ?    | 26   |
| 1937  | Флуминенсе                 | ?    | 18   |
| 1937  | Палестра Италия            | 2    | 0    |
| 1938  | Флуминенсе                 | ?    | 18   |
| 1939  | Флуминенсе                 | ?    | 14   |
| 1940  | Флуминенсе                 | ?    | 6    |
| 1941  | Флуминенсе                 | ?    | 7    |
| 1942  | Флуминенсе                 | 2    | 1    |
| 1942  | Палмейрас                  | 11   | 2    |
| 1943  | Комерсиал (Рибейран-Прету) | ?    | 3    |
| 1944  | Комерсиал (Рибейран-Прету) | ?    | 1    |

### Международная
| Матчи Ромеу за сборную Бразилии | Матчи Ромеу за сборную Бразилии | Матчи Ромеу за сборную Бразилии | Матчи Ромеу за сборную Бразилии | Матчи Ромеу за сборную Бразилии | Матчи Ромеу за сборную Бразилии | Матчи Ромеу за сборную Бразилии |
| ------------------------------- | ------------------------------- | ------------------------------- | ------------------------------- | ------------------------------- | ------------------------------- | ------------------------------- |
| №                               | Дата                            | Место проведения                | Оппонент                        | Счёт                            | Голы                            | Турнир                          |
| 1                               | 5 июня 1938                     | Страсбург                       | Польша                          | 6:5                             | 1                               | Чемпионат мира                  |
| 2                               | 12 июня 1938                    | Бордо                           | Чехословакия                    | 1:1                             | —                               | Чемпионат мира                  |
| 3                               | 16 июня 1938                    | Марсель                         | Италия                          | 1:2                             | 1                               | Чемпионат мира                  |
| 4                               | 19 июня 1938                    | Бордо                           | Швеция                          | 4:2                             | 1                               | Чемпионат мира                  |
| 5                               | 15 января 1939                  | Рио-де-Жанейро                  | Аргентина                       | 1:5                             | —                               | Кубок Рока                      |
| 6                               | 22 января 1939                  | Рио-де-Жанейро                  | Аргентина                       | 3:2                             | —                               | Кубок Рока                      |
| 7                               | 18 февраля 1940                 | Сан-Паулу                       | Аргентина                       | 2:2                             | —                               | Кубок Рока                      |
| 8                               | 25 февраля 1940                 | Сан-Паулу                       | Аргентина                       | 0:3                             | —                               | Кубок Рока                      |
| 9                               | 5 марта 1940                    | Буэнос-Айрес                    | Аргентина                       | 1:6                             | —                               | Кубок Рока                      |
| 10                              | 10 марта 1940                   | Буэнос-Айрес                    | Аргентина                       | 3:2                             | —                               | Кубок Рока                      |
| 11                              | 17 марта 1940                   | Авельянеда                      | Аргентина                       | 1:5                             | —                               | Кубок Рока                      |
| 12                              | 24 марта 1940                   | Рио-де-Жанейро                  | Уругвай                         | 3:4                             | —                               | Кубок Рио-Бранко                |
| 13                              | 31 марта 1940                   | Рио-де-Жанейро                  | Уругвай                         | 1:1                             | —                               | Кубок Рио-Бранко                |

## Достижения

### Командные
- Чемпион штата Сан-Паулу: 1932, 1933, 1934, 1942
- Победитель турнира Рио-Сан-Паулу: 1933
- Чемпион штата Рио-де-Жанейро: 1936, 1937, 1938, 1940, 1941

### Личные
- Лучший бомбардир чемпионата штата Сан-Паулу: 1932 (18 голов), 1934 (13 голов)